# Millennium (Monstrosity)
Millennium è il secondo album della band Death metal statunitense Monstrosity, pubblicato il 27 agosto del 1996 dalla Nuclear Blast Records e prodotto da Scott Burns. Questo è l'ultimo album della band ad avere alla voce George Fisher, che in seguito sarebbe entrato nei Cannibal Corpse. Negli Stati Uniti la distribuzione dell'album è stata affidata alla Conquest Music; in seguito è stato distribuito dalla Hammerheart Records che l'ha ristampato e pubblicato in Europa nei primi anni 2000.

## Il disco
Quest'album presenta un approccio più tecnico della band rispetto all'album precedente Imperial Doom. Il lavoro della chitarra è molto migliorato rispetto al precedente album. Lo stile dell'album presenta molti cambi dinamici di tempo incluse sezioni con tremolo picking a power chords molto veloci. Quest'album è considerato uno tra i migliori dischi nel Technical death metal.

## Tracce
1. Fatal Millennium – 4:35
2. Devious Instinct – 4:02
3. Manic – 3:30
4. Dream Messiah – 4:25
5. Fragments of Resolution – 5:08
6. Manipulation Strain – 4:02
7. Slaves and Masters – 3:13
8. Mirrors of Reason – 3:34
9. Stormwinds – 4:59
10. Seize of Change – 2:46

## Formazione
- George "Corpsegrinder" Fisher- voce
- Jason "Tux" Morgan- chitarra
- Kelly Conlon- basso
- Lee Harrison- batteria
- Jason Avery- voce su "Devious Instinct", "Dream Messiah" , "Fragments of Resolution" e "Slaves of Masters"